# Dariusz Popiela
Dariusz Bogusław Popiela (ur. 27 lipca 1985 w Krakowie) – polski kajakarz górski, czterokrotny medalista mistrzostw świata, dwukrotny mistrz Europy. W latach 1997–2002 reprezentował Austrię.
Jego ojciec Bogusław i wujek Henryk również reprezentowali Polskę w zawodach kajakarzy górskich. Obaj są obecnie trenerami Dariusza.

## Kariera
Przygodę z kajakarstwem górskim zaczął w wieku siedmiu lat. W 1997 roku postanowił reprezentować Austrię, co pozwoliło mu trenować u Antoniego Kurcza. Przez kolejne pięć sezonów był m.in. mistrzem Austrii młodzików i juniorów oraz wicemistrzem seniorów. W 2002 roku zdecydował, że jako senior na zawodach międzynarodowych będzie reprezentował Polskę.
W 2003 roku wywalczył miejsce dla Polski na igrzyska olimpijskie w Atenach, lecz krajowe kwalifikacje uprawniające do wyjazdu przegrał z Grzegorzem Polaczykiem. Zajął się wówczas muzyką. Pod pseudonimem „Daro” wraz z Grzegorzem „Gie” Czerpakiem założył zespół „PrecedeNS”, z którym wydał dwa albumy i zagrał kilka koncertów. Zrezygnował z tej pasji przed wyjazdem na igrzyska olimpijskie w Pekinie, gdzie w zawodach kajakowych jedynek zajął ósme miejsce.
Siedmiokrotnie był mistrzem Polski. Trenował przez wiele lat w pobliżu Krościenka. Opowieść prof. Jerzego Żołądzia (który pomagał mu w treningach jako fizjolog) o zapomnianym cmentarzu żydowskim w tej miejscowości dała impuls do działania. Początkowo planowane było tylko ogrodzenie i postawienie pomnika z napisem „Ku pamięci Żydów z Krościenka”, lecz jak sam mówi:

Nie mogłem tak po prostu umieścić ich wszystkich pod jednym zdaniem. To nie była bezimienna masa! Wielu z tych ludzi nigdy nie poznamy, nie będziemy wiedzieć, czym się interesowali, jak żyli. Możemy tylko przypuszczać, jak zginęli i zrobić jedno: wyryć ich imiona i nazwiska na pomniku.

Odtąd angażuje się w różne inicjatywy, a jego główną ambicją jest powstrzymywanie rozprzestrzeniania się stereotypów, zachowań ksenofobicznych, antysemickich, rasistowskich, dialog wielokulturowy oraz wielowyznaniowy i poszanowanie drugiej osoby.
W 2018 ukończył magisterskie studia prawnicze na Wydziale Prawa, Administracji i Stosunków Międzynarodowych na Krakowskiej Akademii im. Andrzeja Frycza Modrzewskiego.
30 listopada 2021 roku Dariusz Popiela został laureatem konkursu Nagroda POLIN 2021.